# 李政道
李 政道（り せいどう、1926年11月24日 - 2024年8月4日）は、中国系アメリカ人の物理学者。

## 経歴

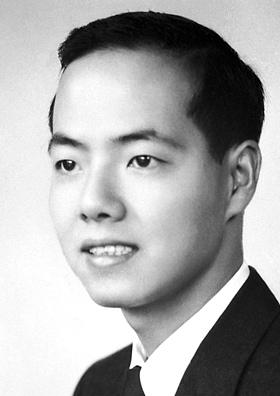
李政道（1956年）

江西贛縣基督教聯合中学校を卒業後、1943年に浙江大学に進学するも戦争により中断され、翌1944年に西南聯合大学へ転入した。第二次世界大戦後の1946年にアメリカのシカゴ大学へ留学。エンリコ・フェルミのもとで学び博士号を取った。この時の同門は、のちにノーベル賞を共同受賞した楊振寧だった。1950年結婚し、2人の息子がいる。彼はカリフォルニア大学やプリンストン高等研究所にも籍を置き、1953年にはコロンビア大学の助教授に就任。1956年には29歳で教授となった。
同1956年、李は楊とともに 素粒子間の弱い相互作用においてはパリティ（対称性）が保存されないというパリティ対称性の破れについて研究し、「フィジカル・レビュー」誌に発表した。これはすぐに実証され、物理学の世界に一大センセーションを引き起こし、2人は翌1957年度のノーベル物理学賞を共同受賞した。同年、アルバート・アインシュタイン賞も受賞した。彼らは中国系の人物としては初のノーベル賞受賞者でもある。当時は中華民国の国籍だったが、1962年にアメリカ市民権を得ている。他に赤外発散におけるKLN（木下-Lee-Nauenberg）定理や非トポロジカルソリトンの研究で知られる。
1972年からは彼とその妻は中華人民共和国を度々訪問して周恩来や毛沢東と会見し、大学生を対象にした奨学金を設立するなど中国の科学教育分野でも活躍している。1985年、北京大学より、名誉博士号を授与されている。
1997年にブルックヘブン国立研究所内に設置された理研BNL研究センターの初代センター長に就任（兼任）。2003年より名誉センター長・理研研究顧問。
2006年（平成18年）秋の叙勲で「我が国研究者の指導育成及び日本・アメリカ合衆国間の学術交流の促進に寄与」により旭日重光章が授与された。
2024年8月4日、病気によりサンフランシスコで死去。享年98（数え年。実年齢は97歳没）。